# Holden Monaro
De Holden Monaro is een sportieve coupé van het Australische automerk Holden. De bekende Pontiac GTO van vandaag is op deze Australische bolide gebaseerd.

## Versies
- 5.7 V8 261kW
- 5.7 V8 261kW automaat
- 6.0 V8 automaat
- 6.0 V8

Historische modellen: 
Adventra ·
Apollo ·
Astra ·
Barina ·
Barina Spark ·
Belmont ·
Brougham ·
Business ·
Calibra ·
Camira ·
Caprice/Statesman ·
Captiva 5 ·
Captiva 7 ·
Colorado ·
Combo ·
Commodore ·
Crewman ·
Cruze ·
Drover ·
Epica ·
Frontera ·
Gemini ·
Jackaroo ·
Kingswood ·
Malibu ·
Monaro ·
Nova ·
One Tonner ·
Panel Van ·
Piazza ·
Premier ·
Rodeo ·
Sandman ·
Scurry ·
Shuttle ·
Special ·
Standard ·
Suburban ·
Sunbird ·
Tigra ·
Torana ·
Ute/Utility ·
Utility/Coupe Utility ·
Vectra ·
Viva ·
Volt
Zafira
Hoofdseries: 
FX · 
FJ · 
FE · 
FC · 
FB · 
EK · 
EJ · 
EH · 
HD · 
HR · 
HK · 
HT · 
HG · 
HQ · 
HJ · 
HX · 
HZ · 
VB · 
VC · 
VH · 
VK · 
VL · 
VN · 
VP · 
VR · 
VS · 
VT · 
VX · 
VY · 
VZ · 
VE · 
VF
Nevenseries:
WB · 
VG · 
VQ · 
VU · 
WH · 
WK · 
WL · 
WM · 
WN